# Carlos Muñoz Obón
Carlos Enrique Muñoz Obón (Teruel, 30 de abril de 1969) es un abogado y político español.

## Biografía
Es abogado de profesión desde 1995 y ejerce actualmente en la ciudad de Teruel.  
Fue concejal en el ayuntamiento de Teruel entre 1995 y 2003 y diputado de las Cortes de Aragón entre junio y noviembre de 2011. También fue secretario general del PP de la provincia de Teruel desde diciembre de 2008. 
En las elecciones generales de 2011 fue elegido diputado del PP en el Congreso de los Diputados por la circunscripción electoral de Teruel.  Formalizó su renuncia en el Congreso de los Diputados el 11 de noviembre de 2014 , siendo sustituido por María del Carmen Fortea Millán.